# 彭柏山
彭柏山（1910年3月—1968年4月3日），原名彭冰山，湖南茶陵人，中国作家，中国共产党官员。后被打成胡风反革命分子，在文化大革命中惨死。

## 生平
1910年出生于湖南省茶陵县农民家庭，父辈文盲。彭柏山自幼读私塾。1925年，考入长江工业学校艺徒班学习。1929年，入上海江湾劳动大学政治经济系学习，并开始文学创作。1930年在劳动大学学习期间加入中国共产党。后来由于参加学生运动而遭校方开除。1931年，他参加了“左联”领导下的文艺研究会。
1931年，被中国共产党派到湘鄂西苏区，负责编辑湘鄂西苏区杂志《工人日报》。1932年，因湘鄂西苏区的肃反形成大屠杀，省委特派员彭柏山从湘鄂西苏区逃到上海，向中共中央汇报情况。中共中央要求他立刻回到湘鄂西苏区，但他并未奉命，而是留在了上海。1933年5月，上海党组织做出了对彭柏山开除党籍的处理。不久他与党组织失去联系，也失去了工作，全家陷入贫困。
1932年彭柏山回到上海时，由周扬介绍参加了“左联”。1933年，彭柏山结识了胡风和鲁迅，并获得了他们在生活及文学创作上的帮助。一天，他在上海的亭子间一边吃冷硬的大饼，一边写小说时，胡风进来。见此情景，胡风给了他两块钱，并将此事告诉了鲁迅。鲁迅当即嘱胡风 “以后每个月在‘上海左翼作家联盟’的款项里提取几块钱”给彭柏山，作为其生活费。为支持“左联”的青年作家们，鲁迅还宴请了彭柏山等十位青年。很快，彭柏山完成了处女作、中篇小说《崖边》，该小说是“较早反映苏区人民生活的写实篇章之一”。鲁迅阅读后，亲自将它推荐给《作品》杂志。1934年，思潮出版社出版的《作品》6月创刊号上刊登的首篇小说便是《崖边》。写完《崖边》之后，彭柏山写出了《皮背心》《忏逆》、《夜渡》、《枪》等四篇短篇小说。1934年5月，经“左联”党支部批准，他重新加入中国共产党。彭柏山在“左联”工作期间，曾任“左联”大众教育委员会书记。
1934年11月17日，彭柏山被国民政府逮捕，投入苏州监狱并受到折磨。1935年9月初，他化名“陈友生”，给鲁迅写了一封求救信。按照监狱方面的要求，他写信必须用明信片，明信片上写“周树人大人收”，地址写的是内山书店，信件由内山书店的老板转交鲁迅。鲁迅接信后，通过胡风知道了“陈友生”就是彭柏山，随刻拿出五元，让胡风寄给彭柏山。同时，鲁迅还通过各种办法营救彭柏山，并派人先送去衣物、药品和《复活》、《死魂灵》、《波华利夫人》、《忏悔录》等书。
胡风将自己翻译出来的《崖边》日文稿寄往日本，经过鲁迅的努力，1936年日本的《改造》杂志刊登了《崖边》。鲁迅逝世前几天，胡风将自己为彭柏山整理并出版的小说集《崖边》寄给鲁迅，1936年9月11日鲁迅日记记有“谷非赠《崖边》三本”。
1937年八一三事变发生后，彭柏山获得无条件释放。此后，彭柏山在上海从事中共的文化工作。1938年，彭柏山奉派前往皖南新四军军部，参加新四军。此后，他长期担任政治宣传领导工作。1941年与朱微明结婚。到1949年，他官至中国人民解放军第三野战军第24军副政委。
1952年，由第24军副政委调任华东军政委员会文化部副部长。当时，部长由陈望道兼任，但陈望道不到任，由彭柏山掌管全部事情。1953年，夏衍调往北京担任中央人民政府文化部副部长，彭柏山乃接任中共上海市委宣传部部长。
1955年春夏，“胡风反革命集团案”爆发。彭柏山将胡风过去写给他的全部信件共60多封烧掉了。1955年5月19日凌晨，彭柏山在寓所被逮捕。一年后，彭柏山出狱，中央对其结论是：“开除党籍，免去党内外一切职务，降级处分，定为胡风反革命分子。”此后，他先后在青海、厦门工作。1965年，蒋介石准备“反攻大陆”，罗瑞卿批示：“此人（彭柏山）不适合在前线。”正在厦门工作的彭柏山当即被调往河南农学院工作。
1968年4月3日，在文化大革命中，彭柏山在河南被人用棍子活活打死。他的女儿彭小莲回忆道，“一个活人，竟然被他们一棍子一棍子打死了。是父亲去世三个月以后，才通知我的大姐小钧去收尸。爸爸整个人被泡在医院福尔马林的药水里，人已经面目全非，彻底变形了。但是被打伤的痕迹却历历在目……”
1980年，彭柏山获恢复党籍和名誉。

## 著作
- 崖边（小说集），文化生活出版社，1936年
- 三个时期的侧影（小说集），海燕出版社，1950年
- 战争与人民（长篇小说），人民文学出版社，1981年
- 战斗中的书简（书信集），上海文艺出版社，1982年[1][3][4]

## 家庭
- 妻：朱微明
- 长女：彭小钧
- 女儿：彭小莲，导演、作家（彭小莲是彭柏山、朱微明的第五个孩子）[1][3][4]